# Leiden Centraal vasútállomás
Leiden Centraal vasútállomás Hollandiában, Leiden városában.

## Vasútvonalak
Az állomást az alábbi vasútvonalak érintik:
- Amsterdam–Rotterdam-vasútvonal
- Weesp–Leiden-vasútvonal
- Woerden–Leiden-vasútvonal

## Kapcsolódó állomások
A vasútállomáshoz az alábbi állomások vannak a legközelebb:
- Voorhout vasútállomás
- Sassenheim vasútállomás
- Leiden Lammenschans vasútállomás
- De Vink vasútállomás